# John Marin
John Marin (Rutherford, 1870 – Cliffside, 1953) è stato un pittore statunitense.
Studente alla Pennsylvania Academy of the Fine Arts, nel 1905 al 1911 fu a Parigi e ne tornò influenzato da Fauves e Cubismo. I suoi acquerelli sono caratterizzati da un segno nervoso e colorito, che ben rende le terre francesi ove dimorò.